# Scelionidae
Scelionidae är en familj av steklar. Scelionidae ingår i överfamiljen Platygastroidea, ordningen steklar, klassen egentliga insekter, fylumet leddjur och riket djur. Enligt Catalogue of Life omfattar familjen Scelionidae 2110 arter. 

## Bildgalleri

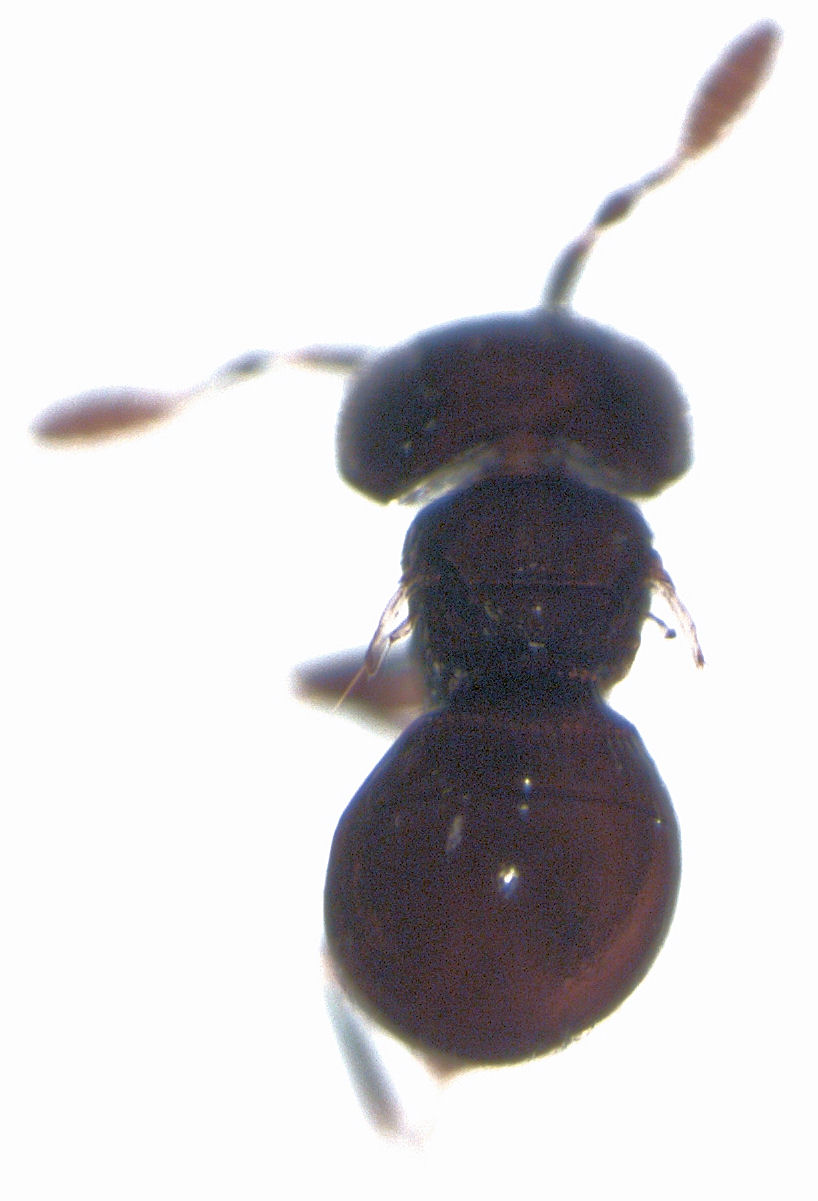
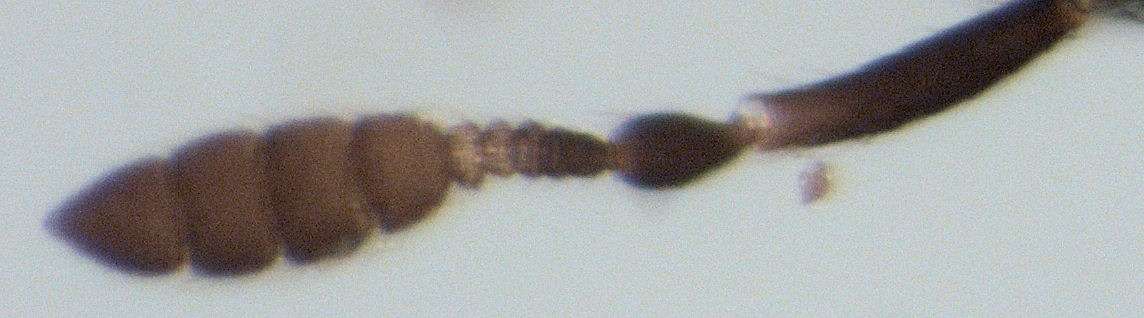
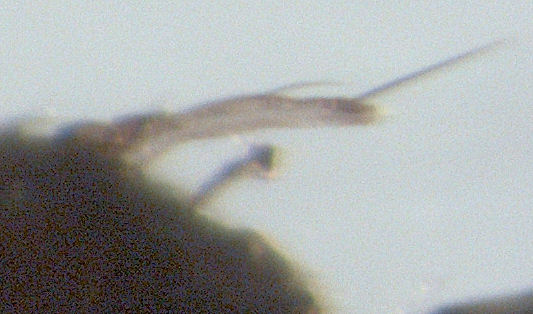
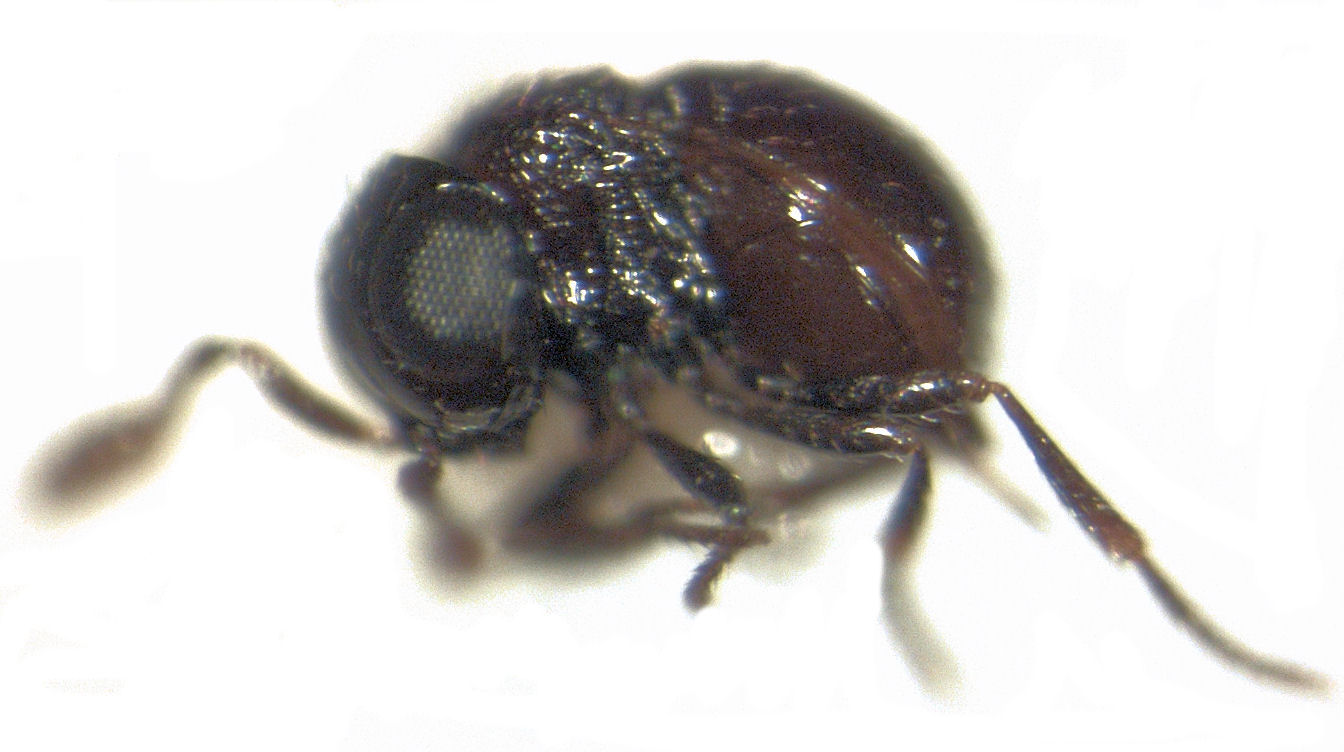
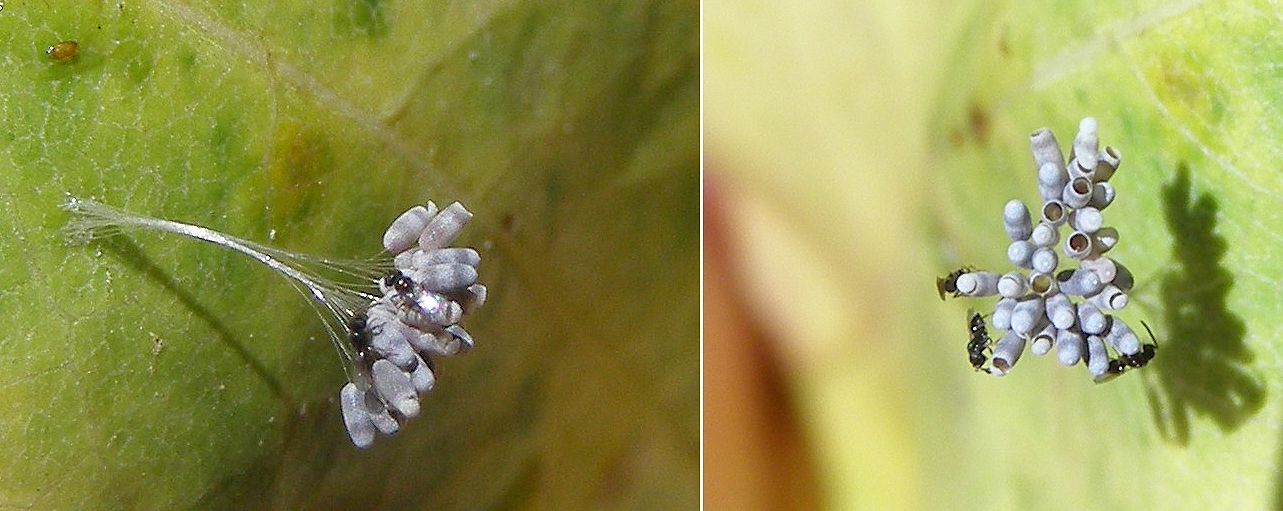

## Dottertaxa till Scelionidae, i alfabetisk ordning[1]
- Acanthoscelio
- Acolomorpha
- Acutibaeus
- Alloteleia
- Amblyscelio
- Aneurobaeus
- Aneuroscelio
- Anteris
- Anteromorpha
- Anthonyon
- Antroscelio
- Apegus
- Apobaeus
- Apteroscelio
- Aradophagus
- Archaeoscelio
- Archaeoteleia
- Baeus
- Baryconus
- Bracalba
- Brachyscelio
- Breviscelio
- Caenoteleia
- Calliscelio
- Calotelea
- Cenomanoscelio
- Ceratobaeus
- Chromoteleia
- Cobaloscelio
- Crama
- Cremastobaeus
- Cretaxenomerus
- Cyphacolus
- Dibaryconus
- Dichoteleas
- Dicroscelio
- Doddiella
- Duarina
- Duta
- Dyscritobaeus
- Echthrodesis
- Electroteleia
- Embidobia
- Embioctonus
- Encyrtoscelio
- Endecascelio
- Epigryon
- Eremioscelio
- Freniger
- Fusicornia
- Galloscelio
- Genatropis
- Gryon
- Habroteleia
- Heptascelio
- Hickmanella
- Hirtiteleas
- Holoteleia
- Huddlestonium
- Hungarogryon
- Idris
- Janzenella
- Jarabambius
- Lapithoides
- Lepidoscelio
- Leptoteleia
- Lidgbirdius
- Lispoteleia
- Macroteleia
- Mallateleia
- Mantibaria
- Marginanteris
- Marshalliella
- Maruzza
- Masnerella
- Mecix
- Merriwa
- Microteleia
- Microthoron
- Mirobaeoides
- Mirobaeus
- Monoteleia
- Moravoscelio
- Neobaeus
- Neoparidris
- Neoscelio
- Neuroscelio
- Nixonia
- Nyleta
- Odontacolus
- Oethecoctonus
- Okapa
- Opisthacantha
- Oreiscelio
- Oxyscelio
- Oxyteleia
- Palaeogryon
- Palpoteleia
- Parabaryconus
- Parabrachyscelio
- Paraduta
- Parascelio
- Pardoteleia
- Paridris
- Phaedroteleia
- Phoenoteleia
- Platyscelidris
- Platyscelio
- Plaumannion
- Probaryconus
- Proplatyscelio
- Proteroscelio
- Pseudanteris
- Pseudoheptascelio
- Psilanteris
- Psiloteleia
- Roena
- Romilius
- Sceliacantha
- Sceliacanthella
- Scelio
- Sceliocerdo
- Scelioliria
- Sceliomorpha
- Scelionites
- Sembilanocera
- Shreemana
- Sparasion
- Spiniteleia
- Stenotelea
- Styloteleia
- Synoditella
- Tanaodytes
- Telenomus
- Thoron
- Thoronella
- Thoronidea
- Tiphodytes
- Trachelopteron
- Trichoteleia
- Trimorus
- Trissolcus
- Triteleia
- Tuora
- Tyrannoscelio
- Uroteleia
- Xentor
- Yunkara